# 데토하마역
데토하마역(일본어: 出戸浜駅)은 일본 아키타현 가타가미시에 위치한 동일본 여객철도 오가 선의 철도역이다. 단선 승강장 1면 1선의 구조를 갖춘 지상역이다.

## 역 주변
- 데토하마 해수욕장
- 기타니혼 자동차 학교

## 역사
- 1950년 7월 25일 : 미나미아키타군 덴노 정에 국철 데토 가승강장으로서 개설.
- 1951년 12월 25일 : 역으로 승격. 데토하마역으로서 개업.
- 1987년 4월 1일 : 일본국유철도 분할 민영화에 의해, 동일본 여객철도가 승계.
- 2006년 2월 : 신 역사 완성.
- 2010년 4월 1일 : 오이와케 역으로부터 쓰치자키 역으로 관리역이 변경됨.

## 인접 역
| 동일본 여객철도 오가 선         | 동일본 여객철도 오가 선 | 동일본 여객철도 오가 선 |
| ------------------------------- | ----------------------- | ----------------------- |
| 오이와케 아키타 · 오이와케 방면 | ■ 오가 선               | 가미후타다 오가 방면    |